# Zbigniew Przybyszewski
Zbigniew Przybyszewski (ur. 22 września 1907 w Giżewie, zm. 16 grudnia 1952 w Warszawie) – polski komandor porucznik oraz żeglarz. Podczas kampanii wrześniowej w 1939 dowodził baterią nr 31 – cyplową (od 1937 roku zwaną Baterią im. Heliodora Laskowskiego w dywizjonie artylerii nadbrzeżnej), po II wojnie światowej był dowódcą 31 Dywizjonu Artylerii Nadbrzeżnej i szefem Służby Artylerii Marynarki Wojennej. Został skazany na karę śmierci pod fałszywym zarzutem działalności szpiegowskiej i zabity strzałem w tył głowy, następnie zrehabilitowany.

## Wykształcenie
Zbigniew Przybyszewski urodził się 22 września 1907 w Giżewie w rodzinie ziemiańskiej. Był synem Józefa i Heleny z domu Janiszewskiej. W 1927 zdał maturę w gimnazjum w Inowrocławiu i został przyjęty na IX rocznik Wydziału Morskiego do Szkoły Podchorążych Marynarki Wojennej w Toruniu. Po trzech latach nauki ukończył szkołę z lokatą 12/17 i otrzymał promocję oficerską. Był również absolwentem kursu elektrotechniki w Warszawie (1934) oraz kursów Szkoły Podchorążych Marynarki Wojennej: II Kursu Oficerów Artylerii Morskiej (1934) i II Kursu Oficerów Podwodnego Pływania (1935). W latach 1930–1931 odbył kurs aplikacyjny dla podporuczników marynarki w dywizjonie szkolnym w Gdyni, natomiast w 1934 uczestniczył w praktyce artyleryjskiej we Francji.

## Służba wojskowa

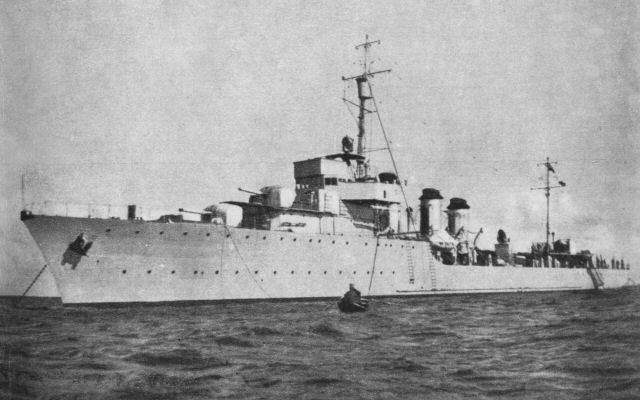
ORP „Wicher” na kotwicy

Pierwsze stanowisko służbowe objął w Kadrze Marynarki Wojennej w Świeciu, gdzie został dowódcą plutonu szkolnego. Od 1931 do 1932 był oficerem wachtowym torpedowca ORP „Krakowiak”. W międzyczasie, jako p.o. oficera wachtowego, uczestniczył w rejsie niszczyciela ORP „Wicher” do Szwecji. Na początku 1933 wyznaczono go zastępcą dowódcy ORP „Krakowiak”, a pod koniec roku przeszedł do Kadry Floty w Gdyni na dowódcę kompanii. W 1934 został oficerem artylerii na okręcie podwodnym ORP „Wilk”. W latach 1935–1936 przebywał w Ośrodku Szkolenia Jachtingu Morskiego, początkowo na stanowisku zastępcy komendanta, a później komendanta jednostki. Wielokrotnie brał udział w regatach jachtowych na Morzu Bałtyckim. W 1936 objął funkcję zastępcy dowódcy torpedowca ORP „Mazur”, a od 1937 pływał jako I oficer artylerii na niszczycielach: ORP „Burza” i ORP „Błyskawica”.

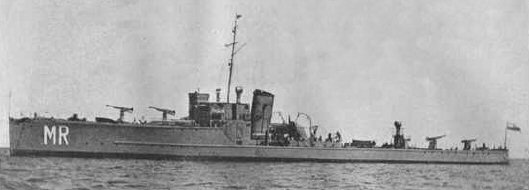
ORP „Mazur” w morzu

Pod koniec 1938 został w dywizjonie artylerii nadbrzeżnej dowódcą baterii cyplowej nr 31 – im. Komandora Podporucznika Heliodora Laskowskiego na Helu. W trakcie kampanii wrześniowej w 1939 prowadził skuteczny ogień przeciwko pancernikom szkolnym „Schleswig-Holstein” i „Schlesien”, uzyskując trafienia 25 września. Tego samego dnia odniósł obrażenia w wyniku ostrzału cypla przez niemieckie okręty, w związku z tym przekazał dowodzenie kpt. mar. Bohdanowi Mańkowskiemu i udał się do szpitala. Pod jego nieobecność bateria ponownie celnie raziła pancerniki 27 września. 28 września powrócił do linii i przejął dowodzenie jednostką, która do końca obrony Wybrzeża zachowała zdolność operacyjną.

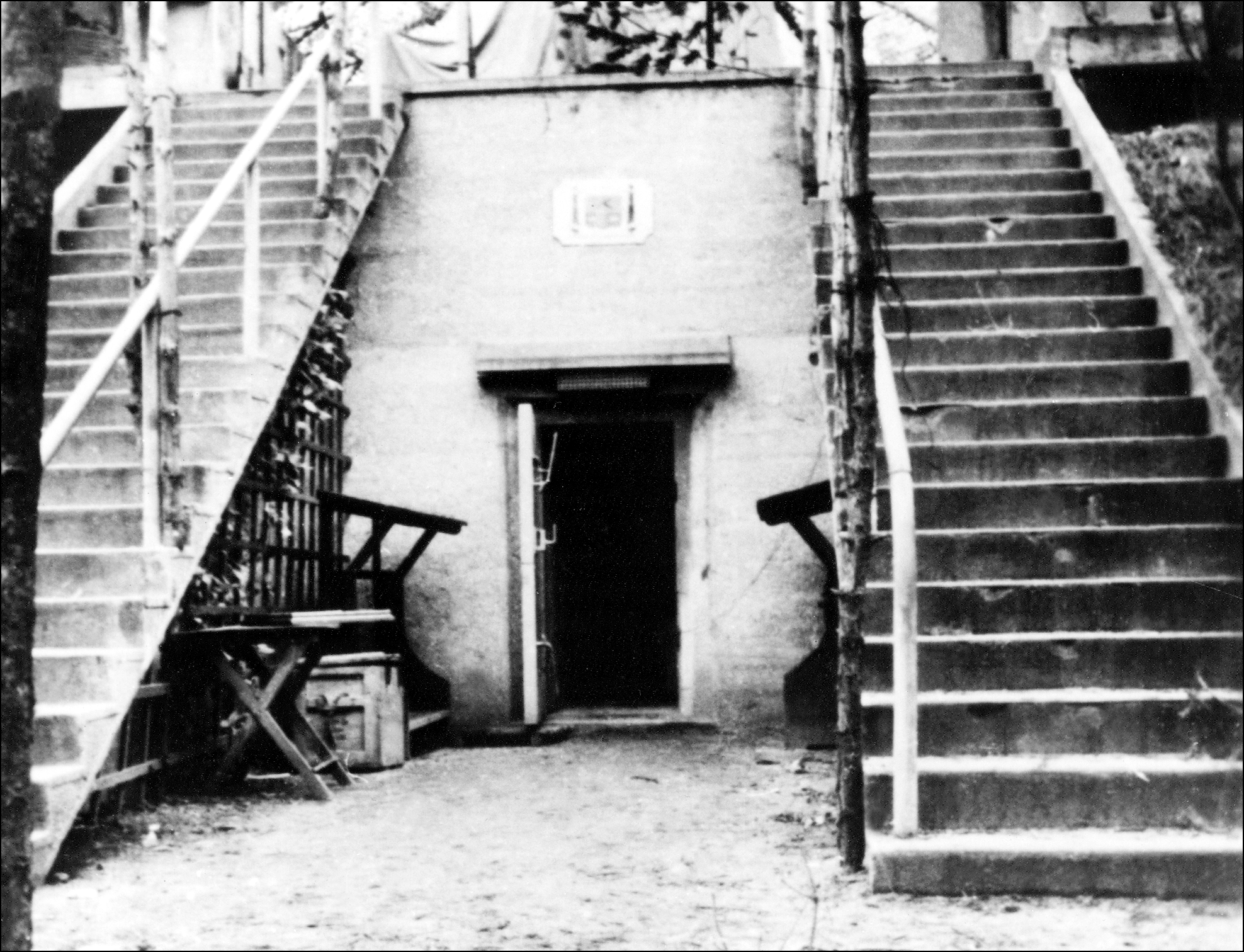
Stanowisko baterii Laskowskiego w 1939 r.

Po kapitulacji Helu 2 października dostał się do niewoli i przez resztę wojny znajdował się w oflagach: XVIII B Spittal i II C Woldenberg. W Woldenbergu dwukrotnie bez powodzenia próbował ucieczki, biorąc udział w podkopie pod ogrodzeniem, oraz chowając się w ciężarówce.
Kiedy w 1945 nastąpiło wyzwolenie zdecydował się powrócić na Wybrzeże i rozpoczął pracę w Morskim Instytucie Rybackim w Gdyni. W tym samym roku przyjęto go do formującej się Marynarki Wojennej i wyznaczono dowódcą 2 kompanii w Szkole Specjalistów Morskich. Na początku 1946 przez krótki czas był adiutantem dowódcy Marynarki Wojennej, a w momencie utworzenia dywizjonu ścigaczy objął jego dowództwo. Pod koniec 1946 został dowódcą 31 dywizjonu artylerii nadbrzeżnej. W latach 1949–1950 zajmował kolejno stanowiska szefa Służby Artylerii Marynarki Wojennej i zastępcy szefa Wydziału Marynarki Wojennej Sztabu Generalnego Wojska Polskiego.
Był awansowany na stopnie oficerskie:
- podporucznika marynarki – 1930
- porucznika marynarki – 1933
- kapitana marynarki – 1938
- komandora podporucznika – 1945
- komandora porucznika – 1946
- komandora – 2015 (pośmiertnie)[1]

W 1950 został niespodziewanie aresztowany przez Główny Zarząd Informacji. 21 lipca 1952 Najwyższy Sąd Wojskowy w Warszawie wydał wyrok w sprawie „zorganizowania spisku w wojsku”, czyli tzw. „spisku komandorów”. Pod fałszywym zarzutem działalności szpiegowskiej 7 oficerów Marynarki Wojennej skazano na karę śmierci lub dożywotnie więzienie, pomimo wycofania w procesie wymuszonych zeznań. W końcu 1952 w więzieniu na warszawskim Mokotowie zostali pozbawieni życia strzałem w tył głowy: kmdr Stanisław Mieszkowski (16 grudnia), kmdr por. Zbigniew Przybyszewski (16 grudnia) i kmdr Jerzy Staniewicz (12 grudnia). Zwłoki komandorów Mieszkowskiego i Przybyszewskiego zostały przez organa bezpieczeństwa publicznego potajemnie pogrzebane. W więzieniu pozostali aż do 1956 roku: kmdr por. Robert Kasperski, kmdr por. Kazimierz Kraszewski, kmdr por. Wacław Krzywiec i kmdr Marian Wojcieszek. Decyzją Naczelnego Sądu Wojskowego z 24 kwietnia 1956 postępowanie karne zostało wznowione i po ponownym rozpatrzeniu sprawy uchylono wyrok z 1952, stwierdzając całkowitą niewinność skazanych.
Imieniem Komandora Zbigniewa Przybyszewskiego nazwano ulice w Gdyni, w Helu i w Kruszwicy. Noszą je także powstałe w 2006 roku Muzeum Obrony Wybrzeża w Helu oraz 6 Harcerska Drużyna Żeglarska w Rybniku. Jego pamięci poświęcono tablice w kościele ojców Franciszkanów w Gdyni-Wzgórzu Św. Maksymiliana oraz w kościele św. Michała Archanioła w Gdyni-Oksywiu. Na grobowcu rodziny Przybyszewskich na cmentarzu w Polanowicach umieszczono tablicę poświęconą straconemu niewinnie Zbigniewowi Przybyszewskiemu.
Na podstawie Decyzji Nr 163/MON z dnia 20 maja 2016 kmdr Zbigniew Przybyszewski został patronem Morskiej Jednostki Rakietowej, kultywującej tradycje jednostek artylerii nadbrzeżnej Marynarki Wojennej

### Identyfikacja

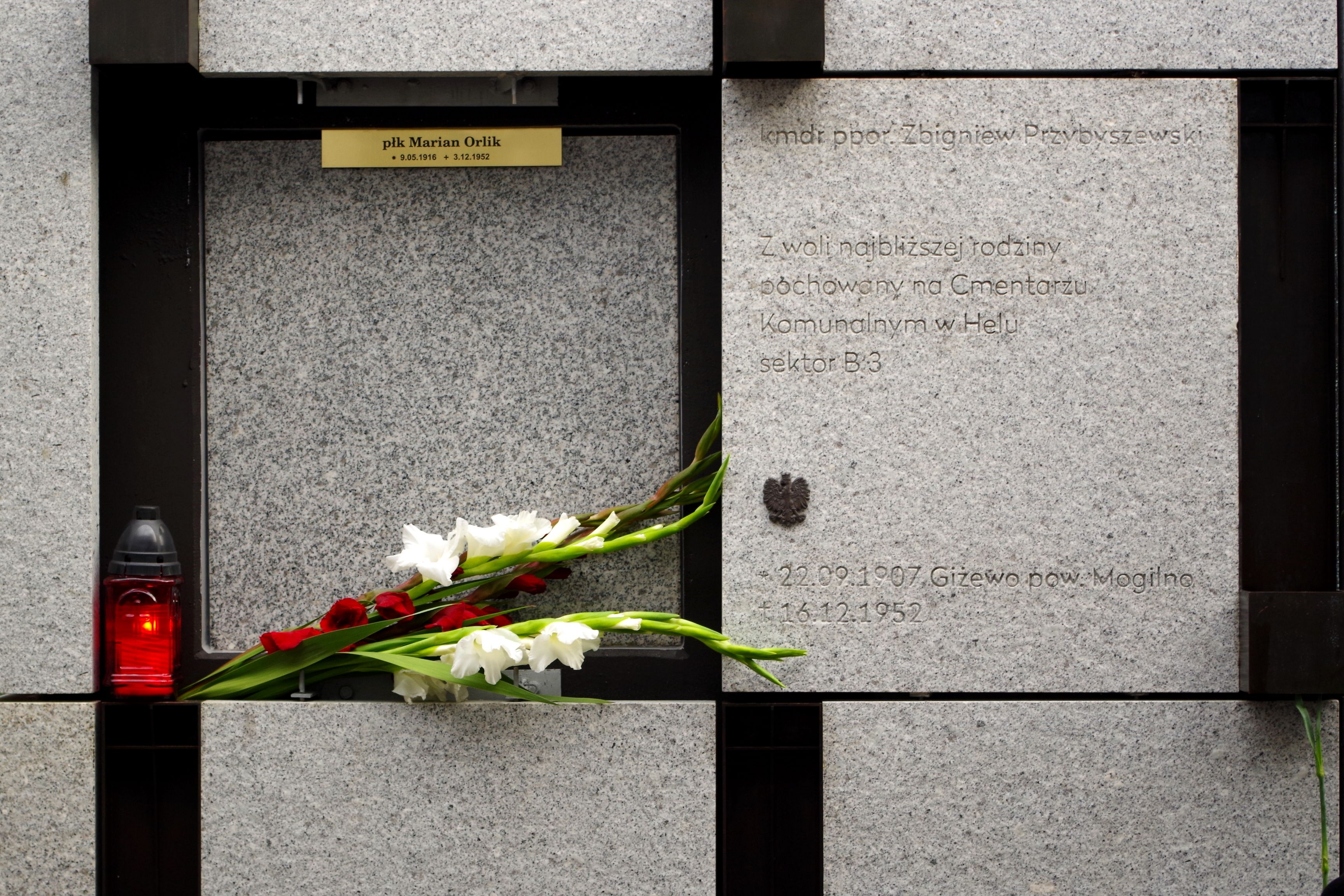
Symboliczny grób kmdr por. Zbigniewa Przybyszewskiego w Panteonie – Mauzoleum Wyklętych-Niezłomnych na Cmentarzu Wojskowym na Powązkach w Warszawie (błędna informacja o zamierzonej początkowo lokalizacji grobu w Helu)

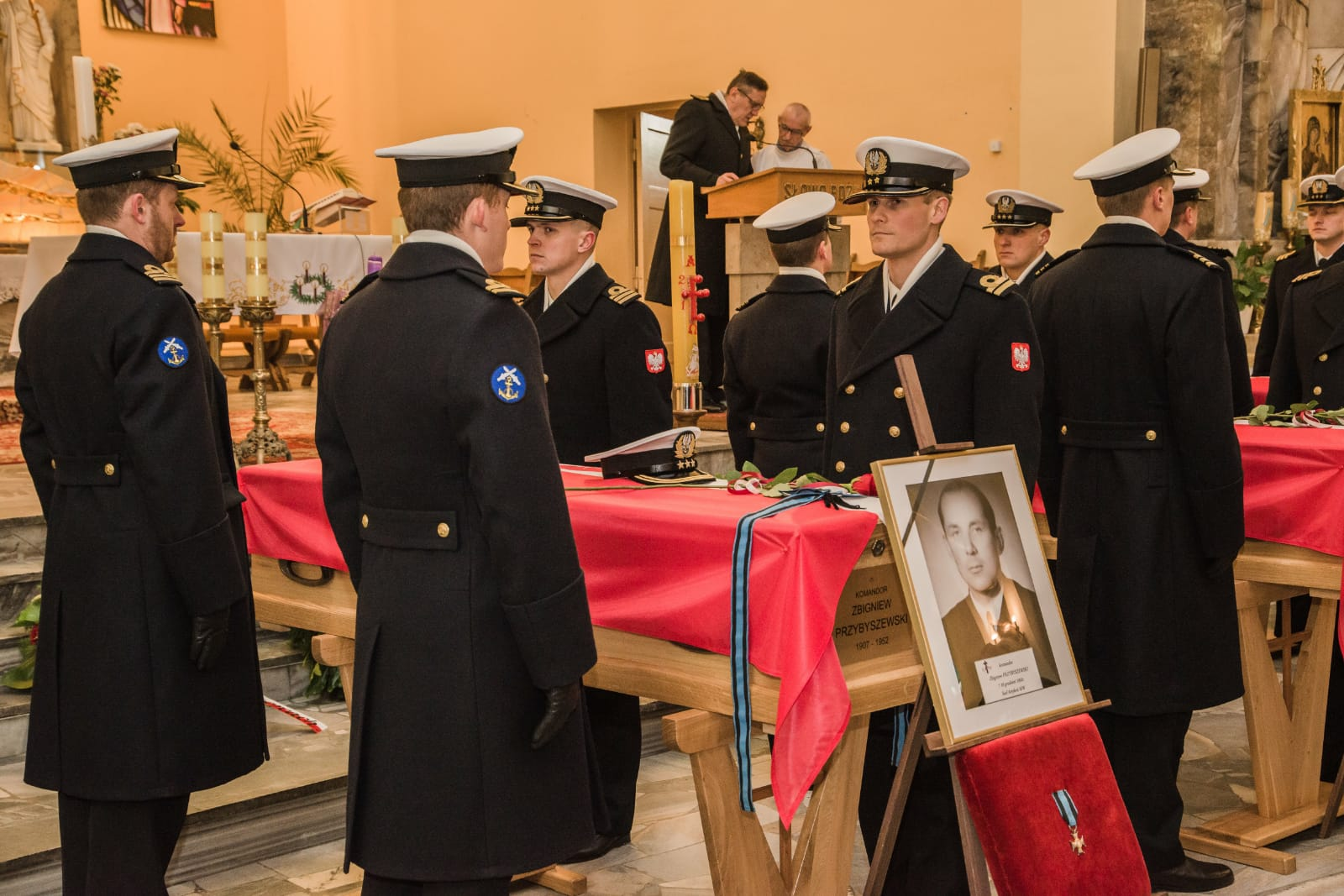
Pogrzeb trzech komandorów w Kościele Garnizonowym Marynarki Wojennej w Gdyni 16 grudnia 2017

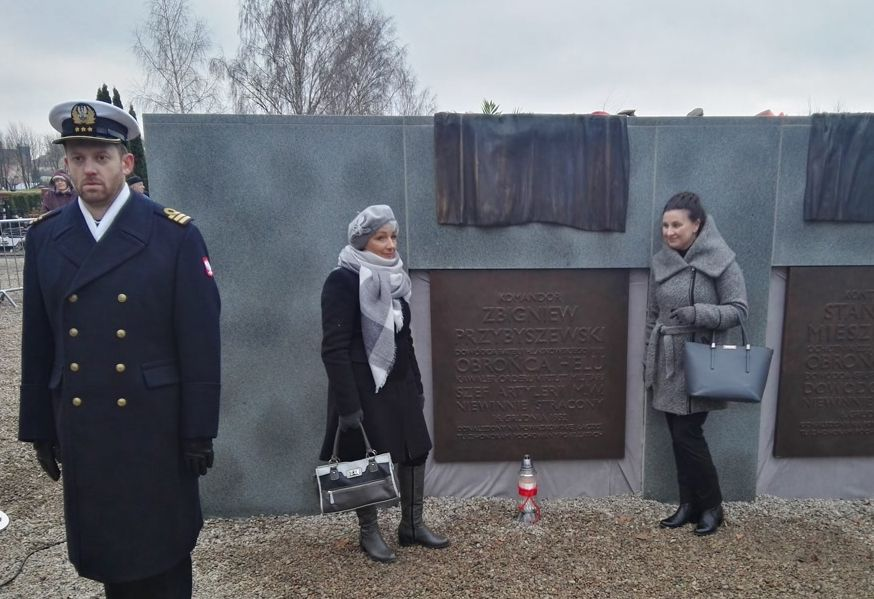
Grobowiec kmdr Zbigniewa Przybyszewskiego na Cmentarzu MW na Oksywiu

28 lutego 2014 Rada Ochrony Pamięci Walk i Męczeństwa, Pomorski Uniwersytet Medyczny w Szczecinie i Instytut Pamięci Narodowej ogłosiły, że zidentyfikowano szczątki komandorów Mieszkowskiego i Przybyszewskiego wśród ofiar pomordowanych przez organa bezpieczeństwa publicznego w latach 1945–1956, pochowanych w Kwaterze na Łączce przy murze cmentarnym Cmentarza Wojskowego na Powązkach w Warszawie. Identyfikację szczątków odnalezionych na kwaterze „Ł” przeprowadzono w ramach Projektu Poszukiwań Miejsc Pochówku i Identyfikacji Ofiar Totalitaryzmów Polskiej Bazy Genetycznej Ofiar Totalitaryzmów.

### Miejsce pochówku
16 grudnia 2017 odbył się uroczysty, państwowy pogrzeb komandora Zbigniewa Przybyszewskiego oraz kontradmirała Stanisława Mieszkowskiego i kontradmirała Jerzego Staniewicza. Pochowani zostali na Cmentarzu Marynarki Wojennej w Gdyni-Oksywiu w Kwaterze Pamięci

## Odznaczenia
- Krzyż Srebrny Orderu Wojennego Virtuti Militari – nr 11741, na mocy decyzji władz polskich na Uchodźstwie dnia 30 października 1946 r.[6]; oraz pośmiertnie 13 kwietnia 1967 to samo odznaczenie zatwierdziło Ministerstwo Obrony Narodowej PRL dla uczestników ucieczek z obozu II C[7]
- Order Krzyża Grunwaldu III klasy
- Medal „Za udział w wojnie obronnej 1939”;
- Medal za Odrę, Nysę, Bałtyk
- Medal Zwycięstwa i Wolności 1945
- Krzyż Oficerski Orderu Odrodzenia Polski – pośmiertnie, 2011[8]